# Multilotto
Multilotto är ett licensierat spelbolag.  Företaget grundades 2012 och har huvudkontor på Malta.  Multilotto är känt för att erbjuda spelare möjlighet att satsa på resultatet i ett stort antal internationella och statliga lotteridragningar. 
Multilotto drivs av Lotto Warehouse, som fick Malta Gaming Authoritys första B2B-lotterispellicens. 

## Företagshistoria
Multilotto grundades 2012. Företaget ingår i en serie oberoende företag under The Multigroup.  Företaget har främst fokuserat på den nordiska marknaden och har nyligen lanserats på Irland. 

## Licenshistoria
Multilotto är licensierad i följande jurisdiktioner: 
- Curaçao – Licens Nr. 1668/JAZ [11], auktoriserad och reglerad av myndigheten i Curaçao.
- Malta – klass 1 på 4 licens Nr. MGA/CL1/1264/2016 [12] varigenom licensieraren i klass 1 driver sina spel på plattformen för en licensierare i klass 4.
- Irland – licens Nr. 1012552 [7] Auktoriserad och reglerad av den irländska National Excise License Office.